# Alexxis Lemire
Alexxis Lemire (Londonderry, 30 de maio de 1996) é uma atriz e modelo americana. Ela é conhecida por seus papéis como Jesse Havnell no filme de terror Truth or Dare de 2017 do Syfy, Kate Miller no filme de suspense The Art of Murder de 2018 do Lifetime e Aster Flores no filme original da Netflix de 2020, The Half of It.

## Filmografia

### Filme
| Ano  | Título            | Papel         | Notas    | Ref. |
| ---- | ----------------- | ------------- | -------- | ---- |
| 2017 | The Other Mother  | Taylor        | Lifetime |      |
| 2017 | Truth or Dare     | Jesse Havnell | Syfy     |      |
| 2018 | The Art of Murder | Kate Miller   | Lifetime |      |
| 2020 | The Half of It    | Aster Flores  | Netflix  |      |

### Televisão
| Ano  | Título                | Papel       | Ref. |
| ---- | --------------------- | ----------- | ---- |
| 2016 | Lab Rats: Elite Force | 2 episódios |      |